# Liolaemus pulcherrimus
Liolaemus pulcherrimus — вид ігуаноподібних ящірок родини Liolaemidae. Ендемік Аргентини.

## Поширення і екологія
Liolaemus pulcherrimus відомі з типової місцевості, розташованої в районі гори Мудана, в департаменті Умауака в провінції Жужуй. Вони живуть на високогірних луках пуна, місцями порослих невисокими чагарниками, в тріщинах серед скель, на висоті 4300 м над рівнем моря. Живляться рослинністю, є живородними.